# Stor-Kutjärnen
Stor-Kutjärnen är en sjö i Skellefteå kommun i Västerbotten och ingår i Sävaråns huvudavrinningsområde.